# Death – Pierce Me
Death — Pierce Me (рус. Смерть — пронзи меня) — единственный студийный альбом шведской DSBM-группы Silencer, выпущенный в 2001 году.

## История записи альбома
К 1998 году группа состояла из двух участников — Наттрамна (Nattramn — шведское слово, которое может означать «ночная сова» (как в прямом, так и в переносном смысле), либо «беспокойный дух»; настоящее имя — Микаэль Нильссон) и Leere (с нем. — «пустота»; настоящее имя — Андреас Касадо). В том же году вышла первая демозапись коллектива под названием Death — Pierce Me (с англ. — «смерть — пронзи меня»), состоявшая из единственной одноимённой композиции. Запись была сделана в студии звукозаписи Necromorbus Studio при участии третьего музыканта, знакомого Наттрамна по имени Юнас Маттссон, который на тот момент был гитаристом дэт-метал-группы Nominon. Демозапись позволила уже сформировавшейся группе заполучить в 1999 году контракт с немецким лейблом Prophecy Productions.
Во время работы над альбомом музыканты проживали в разных городах. Леере сочинял музыку с помощью синтезатора и семплера, записывал наработки на магнитофон и отправлял Натрамну кассеты по почте. Альбом был записан в июле 2000 года и вышел в октябре 2001 года. Партии ударных на записи исполнил Штефан (Стив) Вольц, тогдашний ударник группы Bethlehem. 
Обложку альбома создал Олаф Экхардт, автор оформления первых двух альбомов Bethlehem, ставший впоследствии гитаристом этой группы.

## Музыкальное содержание
Музыка Death — Pierce Me представляет собой хаотический блэк-метал, изредка разбавляемый акустическими пассажами. Мощный и динамичный альбом, выделявшийся меланхоличными интерлюдиями на пианино и акустической гитаре и необычным пронзительным вокалом Наттрамна, постепенно приобрёл статус культового в блэк-метал-андеграунде.
После выхода альбома о группе стало распространяться большое количество различных слухов, большая часть которых была связана с личностью Наттрамна. Например, его фотографии, включённые в оформление буклета альбома, породили слухи о том, что вокалист истязал себя во время записи вокала, отрезал себе кисти рук и пришил на их место свиные копыта. 
Вскоре после выхода альбома Наттрамн и Леере дали интервью немецкому музыкальному журналу Legacy в формате ответов на вопросы по электронной почте. В ходе интервью Наттрамн, раскрывая смысл текста одной из песен, поделился своими взглядами на религию, а также заявил, что находится в тяжёлом психическом состоянии. В списке благодарностей в буклете альбома были перечислены медицинские учреждения (организация психиатрической помощи в Кристианстаде и госпиталь имени Святого Зигфрида в Векшё) и фармацевтические компании, производящие медикаменты для пациентов, страдающих психическими расстройствами. Эти факты породили слухи о психической нестабильности Наттрамна.

## Выход альбома и распад группы
Альбом был выпущен на виниле (обычный вариант — 200 копий — на лейбле Autopsy Kitchen 21 апреля в США и 27 апреля — в Европе, на чёрном виниле — 400 копий, на виниле с рисунками — 500 копий, с бонусом в виде демо и буклета — 100 копий), на CD (в 2006 году лейблом Autopsy Kitchen), на кассетах (в 2008 году лейблом Basilisk Productions).
Также на композицию «Sterile Nails And Thunderbowels» фанатами коллектива был создан видеоклип, состоящий из кадров из фильма Порожденный американского режиссёра Элайаса Мериджа.
Ещё до начала записи альбома дружба между музыкантами начала ослабевать. После окончания записи они отправили друг другу по одному письму и больше не общались. Таким образом, к моменту выхода альбома группа уже фактически прекратила существование.

## Список композиций
| №                   | Название                                                                   | Текст песни         | Музыка                     | Длительность |
| ------------------- | -------------------------------------------------------------------------- | ------------------- | -------------------------- | ------------ |
| 1.                  | «Death – Pierce Me» (рус. Смерть — пронзи меня)                            | Nattramn            | Андреас Касадо, Стив Вольц | 10:33        |
| 2.                  | «Sterile Nails and Thunderbowels» (рус. Стерильные ногти и громовые кишки) | Nattramn            | Касадо, Вольц              | 6:19         |
| 3.                  | «Taklamakan» (рус. Такламакан)                                             | Nattramn            | Касадо, Вольц              | 8:35         |
| 4.                  | «The Slow Kill in the Cold» (рус. Медленное убийство на морозе)            | Leere               | Касадо, Вольц              | 11:37        |
| 5.                  | «I Shall Lead, You Shall Follow» (рус. Я буду вести, ты будешь следовать)  | Nattramn            | Касадо, Вольц              | 8:50         |
| 6.                  | «Feeble Are You – Sons of Sion» (рус. Слабы вы – сыновья сиона)            |                     | Касадо                     | 3:03         |
| Общая длительность: | Общая длительность:                                                        | Общая длительность: | Общая длительность:        | 48:57        |

## В записи участвовали
| Silencer - Микаэль (Nattramn) Нильссон — вокал, лирика (1-3, 5 песни), художественное оформление; - Андреас (Leere) Касадо — гитара, бас-гитара, акустическая гитара, пианино, синтезатор, семплер, лирика (4 песня); - Штефан (Стив) Вольц — сессионные барабаны; | Производственный персонал - Маркус Шток — продюсер, звукорежиссёр, микширование; - Silencer — продюсеры; - Кристиан Сёдерхолм — художественное оформление; - Олаф Экхардт — дизайн обложки. |